# Moje Menhardt
Moje Menhardt (née le 20 juin 1934 à Hambourg) est une peintre autrichienne.

## Biographie

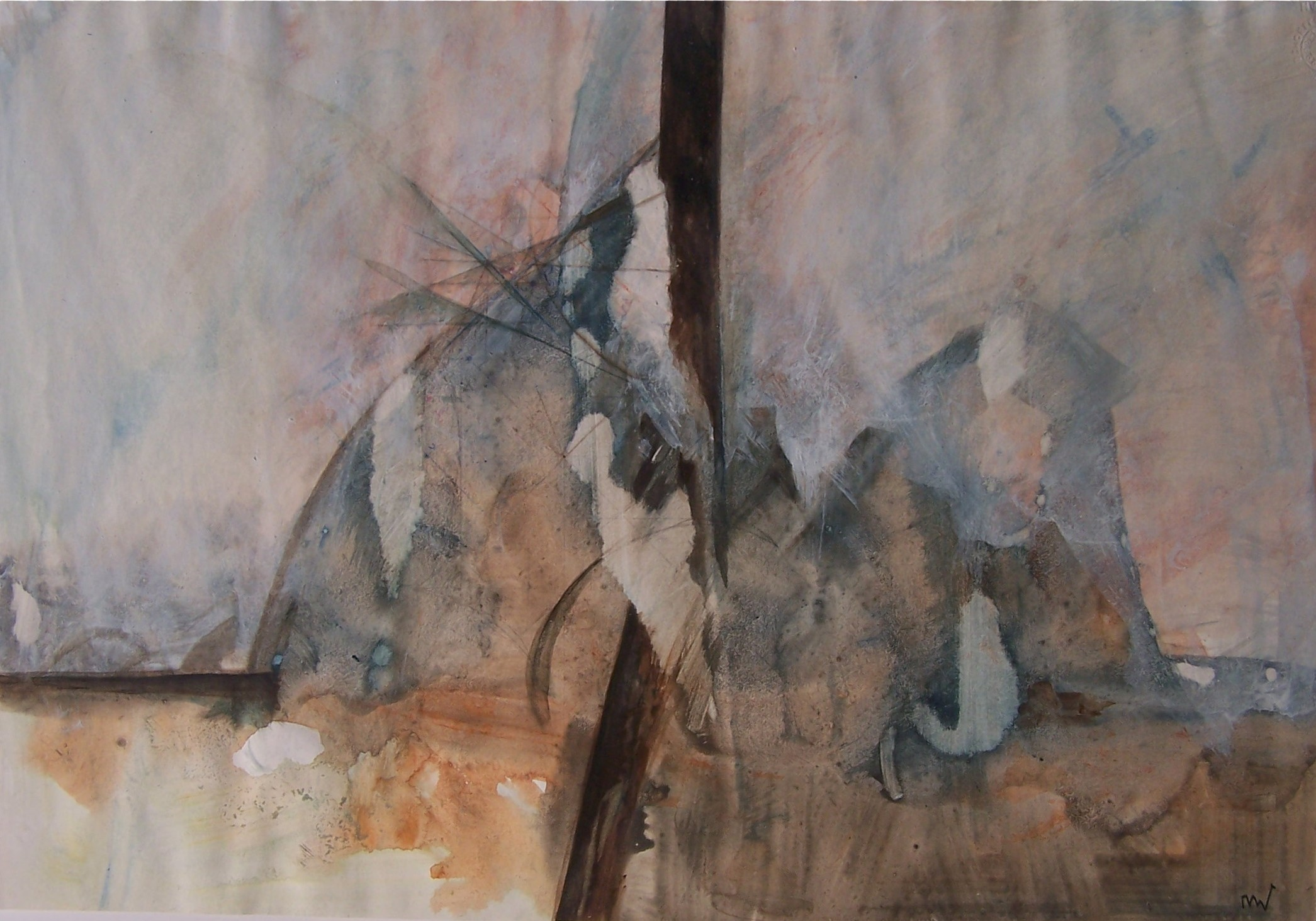
Sans titre

Moje Menhardt grandit à Weitenegg. Elle étudie le droit au deuxième examen d'État. Puis elle étudie de 1973 à 1976 la peinture à l'académie des beaux-arts Sint-Joost à Bréda puis de 1976 à 1980 à l'académie des beaux-arts de Vienne, auprès de Walter Eckert notamment.

## Source de la traduction
- (de) Cet article est partiellement ou en totalité issu de l’article de Wikipédia en allemand intitulé « Moje Menhardt » (voir la liste des auteurs).